# Peray
Peray är en kommun i departementet Sarthe i regionen Pays de la Loire i nordvästra Frankrike. Kommunen ligger i kantonen Marolles-les-Braults som tillhör arrondissementet Mamers. År 2022 hade Peray 71 invånare.

## Befolkningsutveckling
Antalet invånare i kommunen Peray
| Referens: INSEE |